# Beinhaus (Brasparts)

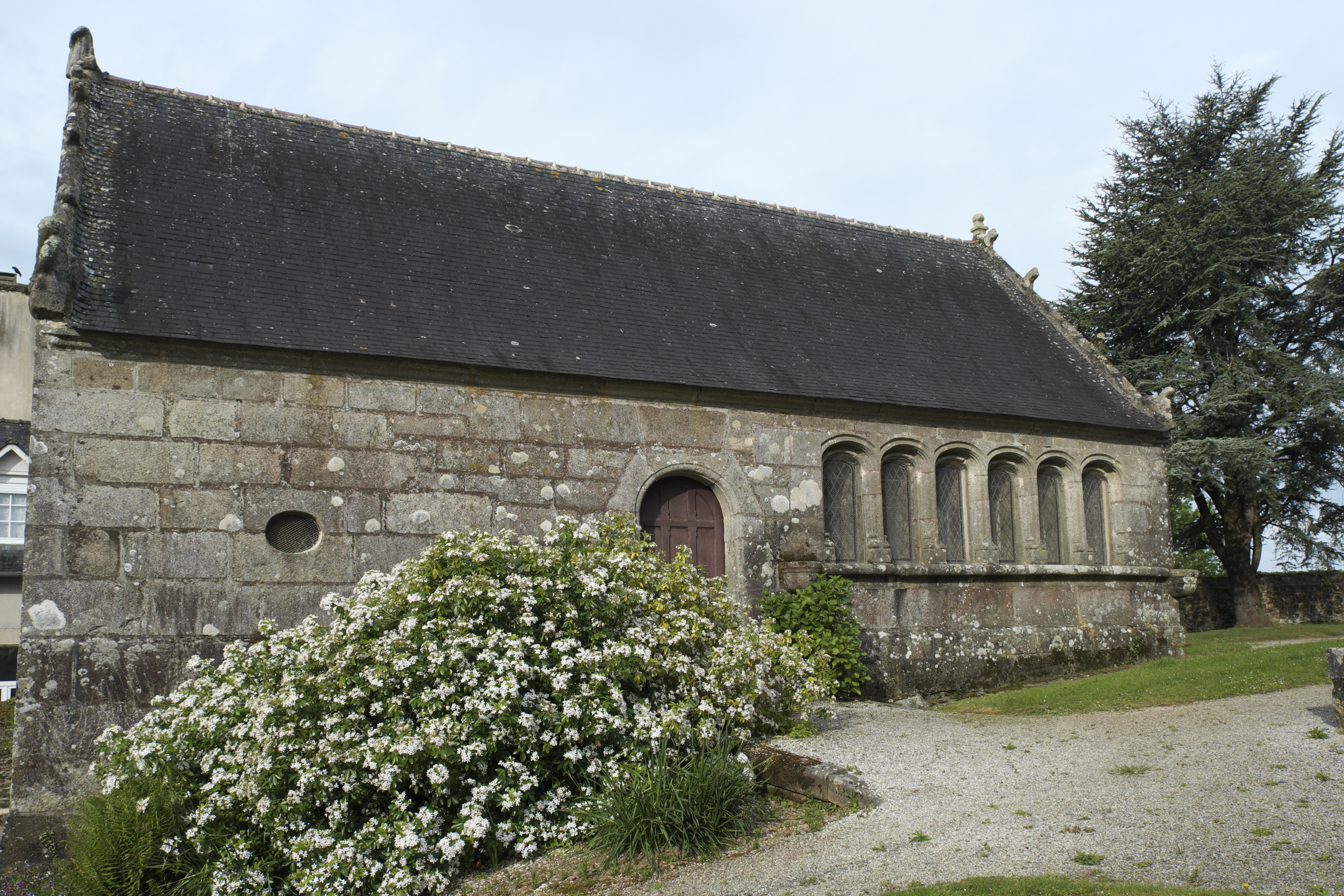
Beinhaus in Brasparts

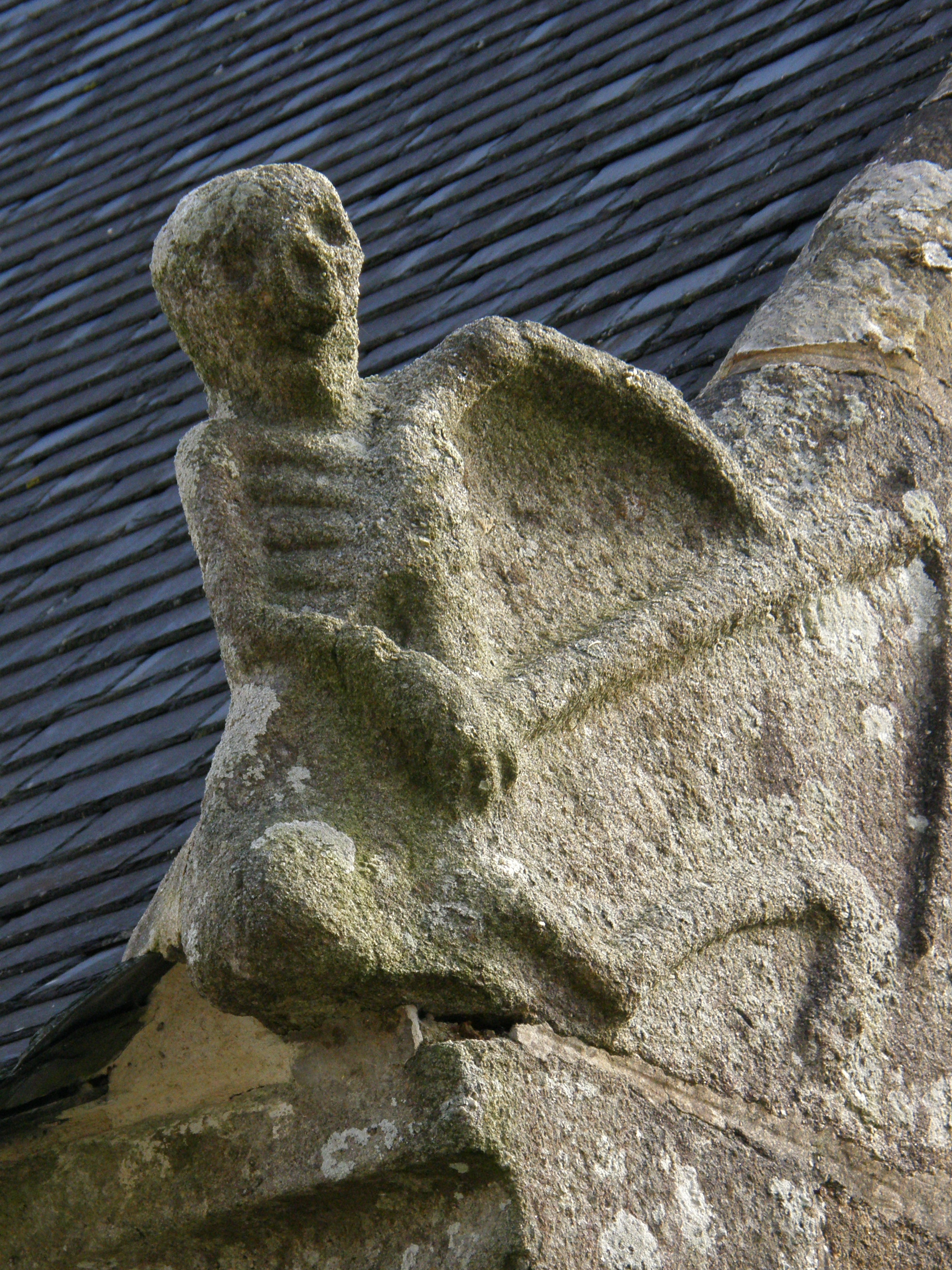
Der Tod als Sensenmann

Das Beinhaus in Brasparts, einer französischen Gemeinde im Département Finistère in der Region Bretagne, wurde im 16. Jahrhundert errichtet. Im Jahr 1914 wurde das Beinhaus als Teil des Umfriedeten Pfarrbezirks als Monument historique in die Liste der Baudenkmäler in Frankreich aufgenommen.
Das rechteckige Gebäude aus heimischem Granit besitzt ein Rundbogenportal und sechs gekuppelte Rundbogenfenster. An der südlichen Giebelseite ist ein großes Maßwerkfenster vorhanden. Das Satteldach ist mit Schiefer gedeckt.
Am südlichen Giebel ist der Tod als Sensenmann dargestellt, am nördlichen Giebel die Auferstehung.